# Graz 99ers
I Graz 99ers sono una squadra di hockey su ghiaccio con sede nella città austriaca di Graz che dalla stagione 2000-2001 milita nel campionato austriaco della EBEL. Il club gioca presso l'Eisstadion Graz Liebenau.

## Storia
Fino al 1981 la prima squadra di Graz era quella dell'ATSE Graz, vincitrice di due campionati austriaci. Dal 1990 al 1998 vi fu invece l'EC Graz, per tre volte vice campione nazionale. Nel 1999 nacquero i 99ers, che alla prima stagione vinsero la Nationalliga. Dalla stagione successiva presero parte alla massima divisione del campionato austriaco. Il loro miglior risultato fu una semifinale raggiunta nel 2004.

## Palmarès

### Titoli nazionali
- Österreichische Eishockey-Nationalliga: 1

1999-2000